# Albert Leichtfried
Albert Leichtfried (Lans, 26 giugno 1976) è un arrampicatore ed ex sciatore alpino austriaco.

## Biografia

### Carriera sciistica
Originario di Lunz am See e attivo inizialmente nello sci alpino, Leichtfried ai Mondiali juniores di Voss 1995 vinse la medaglia di bronzo nello slalom speciale; si ritirò all'inizio della stagione 1995-1996 e la sua ultima gara fu uno slalom speciale citizen disputato il 3 dicembre ad Annaberg. Non esordì in Coppa del Mondo o in Coppa Europa né prese parte a rassegne olimpiche o iridate.

### Carriera nell'arrampicata
Dedicatosi all'arrampicata su ghiaccio, ai Mondiali di Saas-Fee 2005 vinse la medaglia di bronzo nel lead.

## Palmarès

### Sci alpino

#### Mondiali juniores
- 1 medaglia:
  - 1 bronzo (slalom speciale a Voss 1995)

### Arrampicata

#### Mondiali
- 1 medaglia:
  - 1 bronzo (lead a Saas-Fee 2005)